# Ada de la Cruz
Ada Aimée de la Cruz Ramírez, née le 15 juin 1986 à Santo Domingo Norte (en) en République dominicaine, est une mannequin dominicaine. Elle a été couronnée Miss République dominicaine en 2009 et s'est classée 1re dauphine à Miss Univers 2009.

## Biographie
Ada de la Cruz est née le 15 juin 1986 à Villa Mella (en) dans la municipalité de Santo Domingo Norte (en) de la province de Santo Domingo en République dominicaine. Elle s'est d'abord fait connaître lors de Miss Monde République dominicaine en 2007. Elle s'est classée parmi le top 16 de Miss Monde 2007 et a remporté le Miss World Beach Beauty en 2007. Par la suite, elle a été couronnée Miss République dominicaine en 2009 et elle s'est classée 1re dauphine à Miss Univers 2009.